# 加治川臨時乘降場
加治川臨時乘降場（日语：／*/?）是位於新潟縣新發田市，日本國有鐵道（國鐵）羽越本線的臨時乘降場（廢站）。
此臨時乘降場只在花見季節期間營業，方便觀櫻客前往加治川畔賞花。

## 構造
臨時乘降場距離新發田站2.6公里，加治站1.7公里。推測臨時乘降場內只有一座簡單月台。

## 歷史
- 1934年（昭和9年）
  - 4月6日 - 臨時乘降場啟用[1]。
  - 4月25日 - 開始營業直至5月6日（當初預定為4月21日至5月1日，後來因應開花狀況而延期）[2]。
- 1935年（昭和10年）4月13日 - 開始營業直至同月25日[3]。
- 1941年（昭和16年）4月 - 在今年過後暫停營業[4]。
- 1948年（昭和23年）4月 - 在7年後重新營業[4]。
- 1949年（昭和24年）4月 - 在17日至24日之間開設花見列車來往新潟至此臨時乘降場[5]。
- 1951年（昭和26年）4月 - 在14日至22日營業[6]。
- 1953年（昭和28年） - 在今年過後暫停營業[7][a]。
- 1962年（昭和37年）8月1日 - 臨時乘降場被廢除[1]。

## 相鄰車站
日本國有鐵道
羽越本線
新發田－（加治川臨時乘降場）－加治

## 注腳